# Comité central du Parti communiste vietnamien
Le Comité central du Parti communiste vietnamien (en vietnamien : Ban Chấp hành Trung ương Đảng Cộng sản Việt Nam) est la plus haute autorité du Parti communiste vietnamien (PCV) entre deux sessions du congrès du PCV. Ses quasi deux cents membres nomment le Bureau politique du parti (en russe : Politburo) et le Secrétaire général du Parti.
Les membres sont appelés membres du Comité central, dont le nombre est déterminé par chaque congrès. En 1976, lors du IV Congrès, le nombre était de 101. Le Xe Congrès a élu 160 membres titulaires. Au XI Congrès (2011), il y avait 175 membres officiels. Le 12e Congrès (2016) a élu 180 membres officiels et 20 membres suppléants. Ce nombre a été maintenu au XIII Congrès (2021).

## Schéma politique du Parti communiste vietnamien
|  |  |  |  |  |  | Secrétaire général            |  |  |  |  |  |  |  |
|  |  |  |  |  |  | Bureau politique18 membres    |  |  |  |  |  |  |  |
|  |  |  |  |  |  |                               |  |  |  |  |  |  |  |
|  |  |  |  |  |  | Comité central197 membres     |  |  |  |  |  |  |  |
|  |  |  |  |  |  |                               |  |  |  |  |  |  |  |
|  |  |  |  |  |  | Le Parti5 millions de membres |  |  |  |  |  |  |  |

## Présentation et missions
- Organiser et diriger la mise en œuvre de la politique et de la Charte du Parti, des résolutions du Congrès National des Députés ; décider des lignes directrices et des politiques sur les affaires intérieures et étrangères, le travail de masse et le travail de construction du parti ; préparer le Congrès national des députés pour le prochain mandat, le Congrès national extraordinaire des députés (le cas échéant).

- Élection du Bureau politique (Politburo) ; élire le secrétaire général parmi les membres du Politburo ; établir un secrétariat composé du secrétaire général, d'un certain nombre de membres du secrétariat élus par le Comité central parmi les membres du Comité central et d'un certain nombre de membres du Politburo désignés par le Politburo ; élire le Comité Central d'Inspection ; élit le président de la Commission centrale de contrôle parmi les membres de la Commission centrale de contrôle.

- Décider du nombre de membres du Politburo, de membres du Secrétariat et de membres de la Commission centrale d'inspection. Vote de confiance aux membres du Politburo, le Secrétariat à mi-mandat.

- Convoquer le Congrès national des délégués tous les 5 ans. Lorsque le Comité exécutif central l'estime nécessaire ou lorsque plus de la moitié des comités qui en relèvent le demandent, le Comité central convoque un Congrès national extraordinaire des députés.

Le Comité central a le pouvoir de proposer des candidats aux postes de président de l' Assemblée nationale, de  Président et de Premier ministre.
Selon la Charte du Parti , le Comité central décide des formes de discipline pour les membres du Parti, y compris les membres du Comité central, les membres du Secrétariat et les membres du Politburo.
La Charte du Parti amendée en 2011 contient de nouvelles dispositions élargissant le pouvoir du Comité central  « de décider de l'orientation pilote d'un certain nombre de nouvelles politiques en fonction de la situation réelle ». Selon la réglementation en vigueur, le Comité central a le droit d'examiner la Constitution avant son approbation par l'Assemblée nationale.
Le Comité central est élu pour cinq ans lors du Congrès du parti, qui en 2021 rassemblait 1 590 délégués. Bien que le Comité central n’exerce pas son autorité de la même manière qu’une assemblée législative le ferait, il demeure un corps constitué très important dans la mesure où il comprend tous les dirigeants du Parti, de l’État et des armées. Le Comité central a un spectre politique et idéologique plus large que le Politburo.

## Historique

### Composition du13eComité central
Le 13e Comité central du Parti communiste vietnamien (PCV) a été élu le 30 janvier 2021 à Hanoï, lors de la séance de clôture du 19e Congrès du parti. Ce nouveau Comité central est composé de 180 membres titulaires et 20 membres suppléants. 
- Liste non exhaustive parmi les 180 nommés des membres connus (ministres) du Comité central élu en 2021[1].

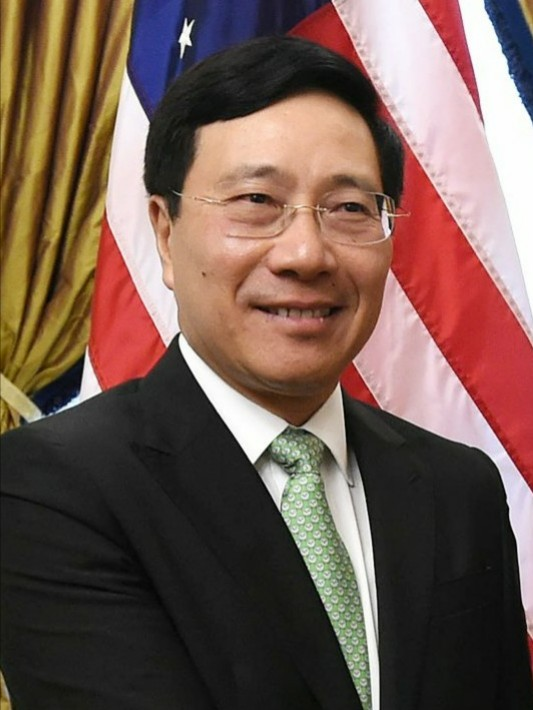
Phạm Bình Minh, vice-Premier ministre
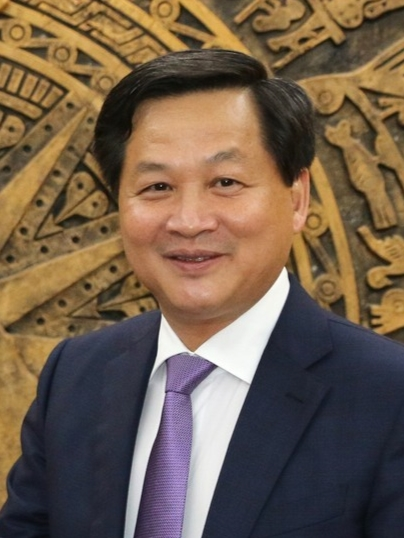
Lê Minh Khái (vi), vice-Premier ministre
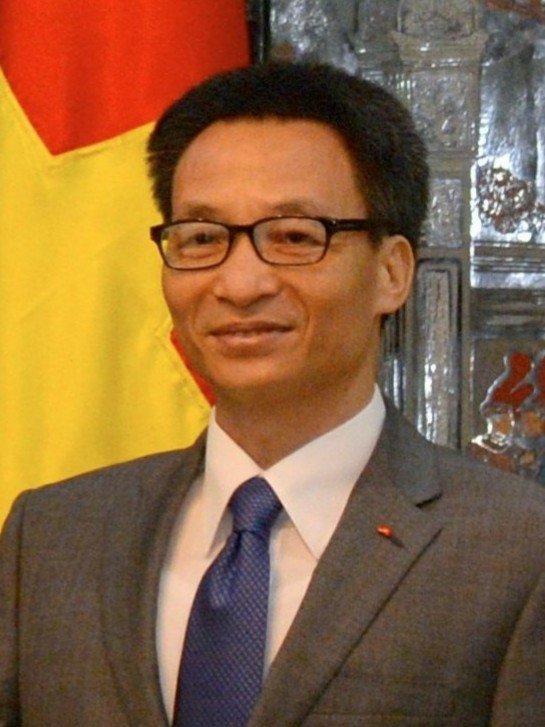
Vũ Đức Đam, vice-Premier ministre
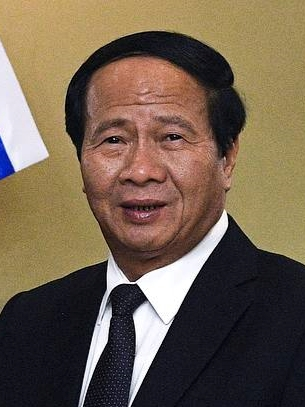
Lê Văn Thành (vi), vice-Premier ministre
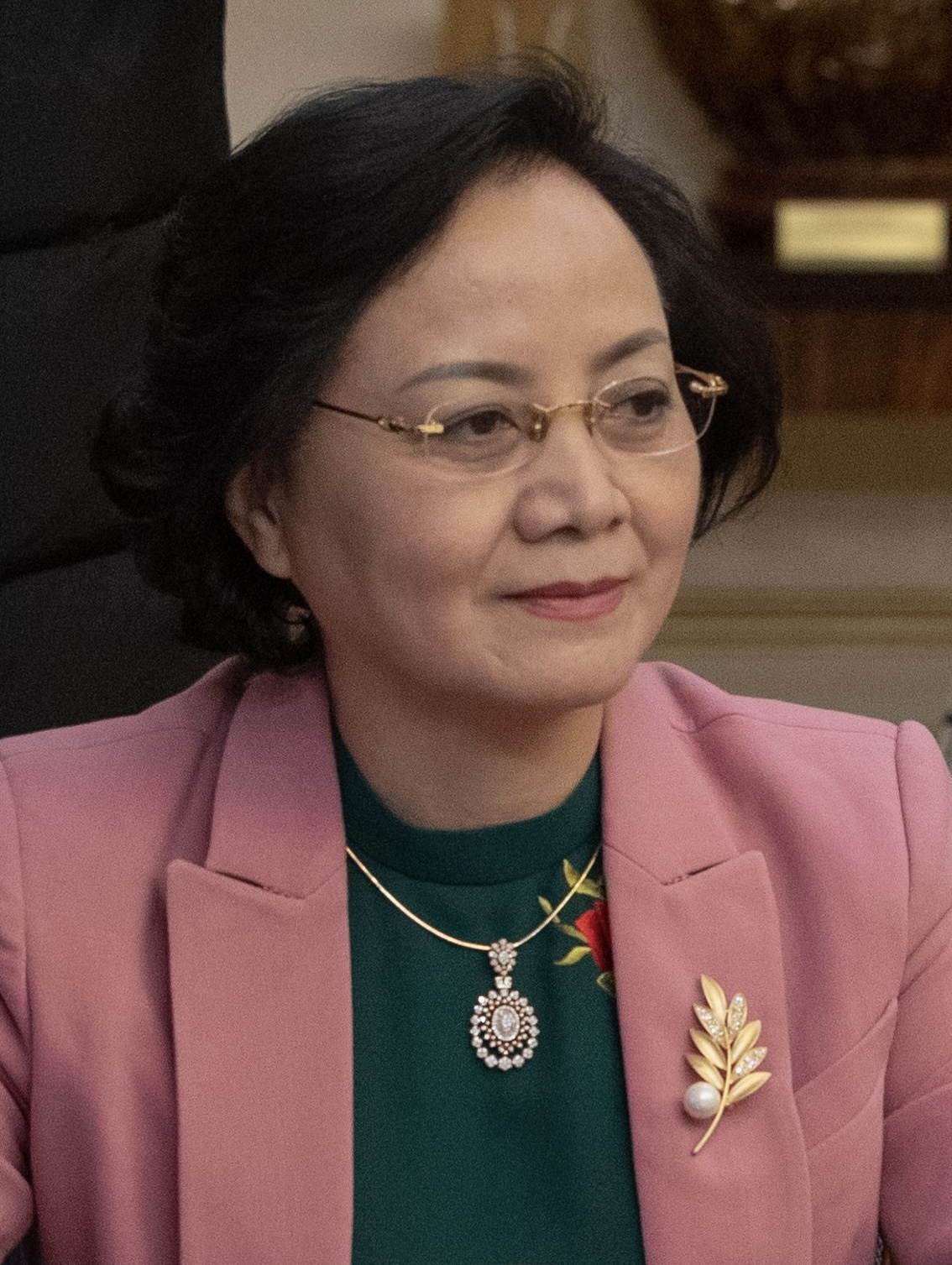
Phạm Thị Thanh Trà (vi), ministre de l'Intérieur
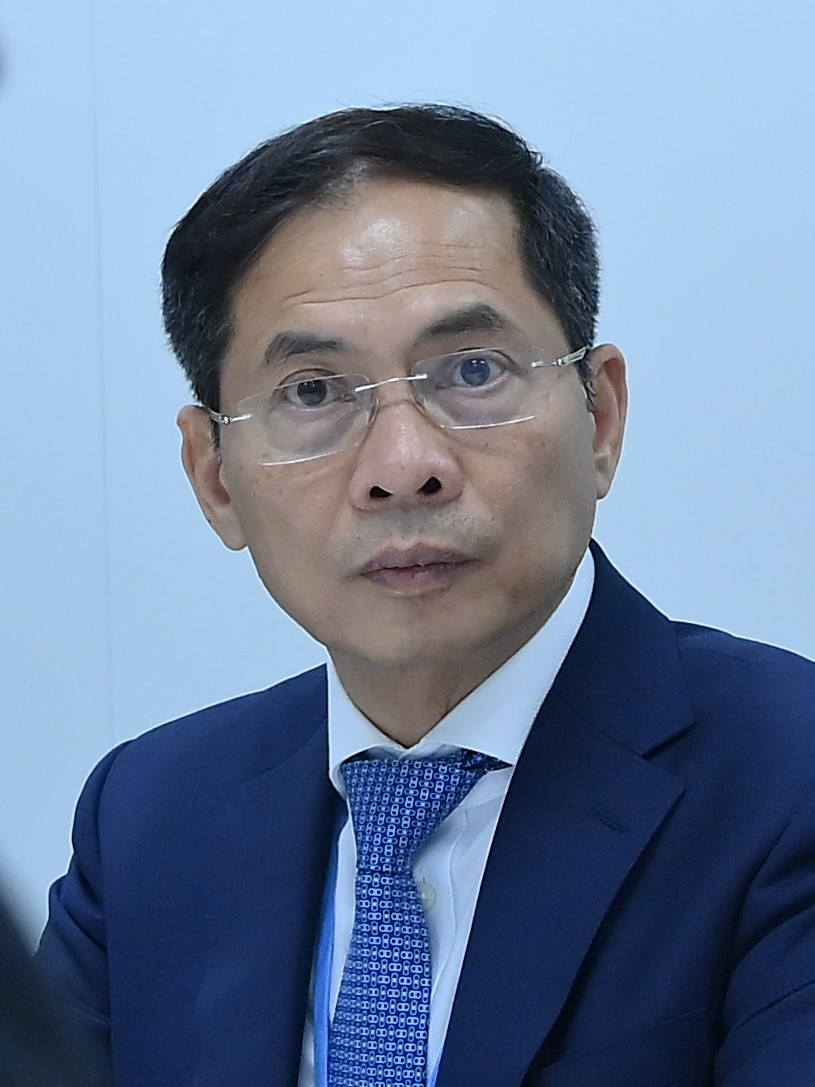
Bùi Thanh Sơn (vi), ministre des Affaires étrangères
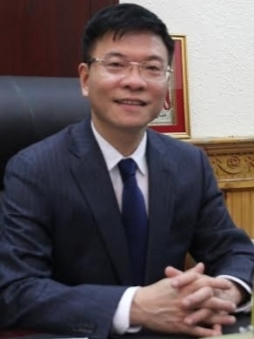
Lê Thành Long (vi), ministre de la Justice
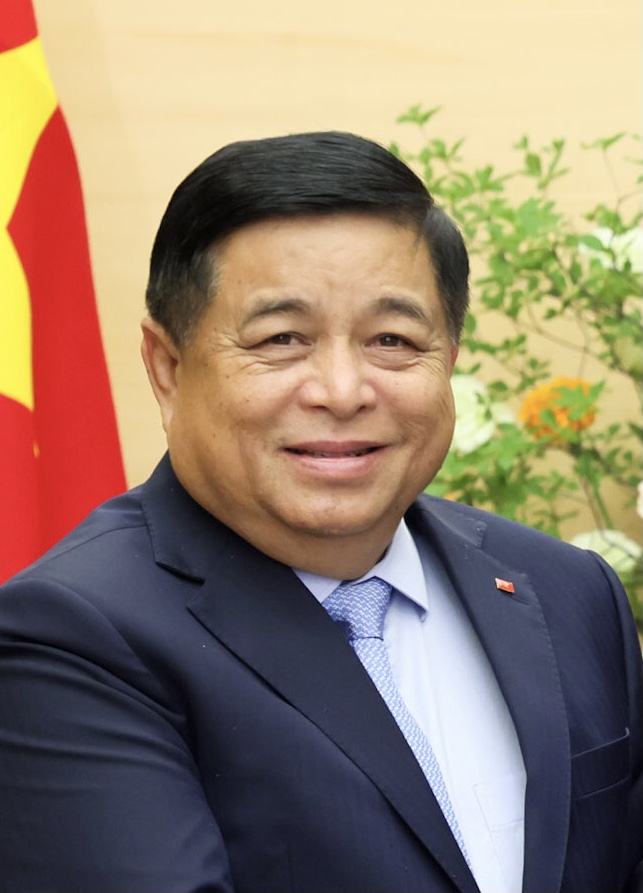
Nguyễn Chí Dũng (vi), ministre du Plan et de l'Investissement
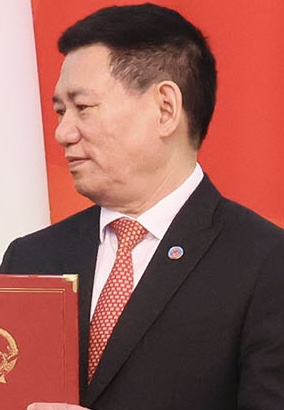
Hồ Đức Phớc (vi), ministre des Finances
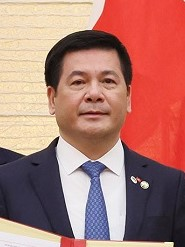
Nguyễn Hồng Diên (vi), ministre de l'Industrie et du Commerce
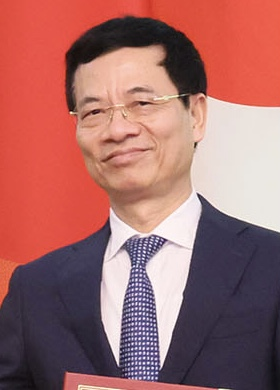
Nguyễn Mạnh Hùng (vi), ministre de l'Information et de la Communication
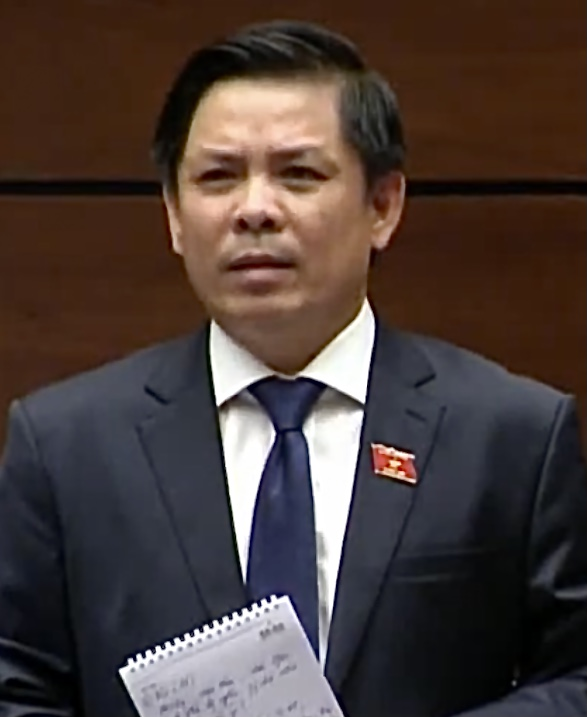
Nguyễn Văn Thể (vi), ministre des Transports
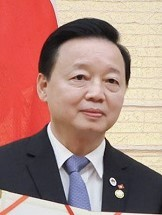
Trần Hồng Hà (vi), ministre des Ressources naturelles et de l'Environnement
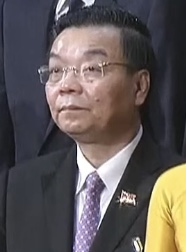
Chu Ngọc Anh (vi), ministre des Sciences et de la Technologie
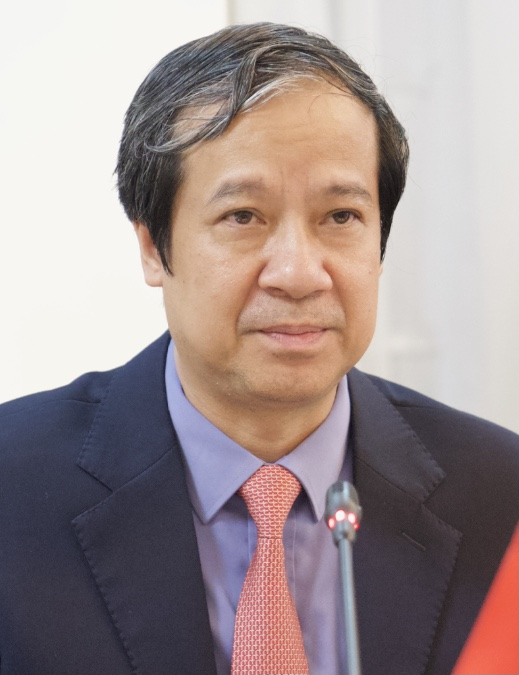
Nguyễn Kim Sơn (vi), ministre de l'Éducation et de la Formation